# 애플의 역사

애플의 로고

이 문서는 소프트웨어 및 컴퓨터 하드웨어 기업 애플의 역사에 관한 문서이다.

## 주요 역사
- 1976년 스티브 워즈니악과 스티브 잡스, 론 웨인이 워즈니악의 차고에서 나무상자에 담긴 '애플 I'을 만들다.
- 1977년 애플 컴퓨터가 법인 상장을 하게 된다.
- 1984년 매킨토시가 처음 발매되다. '1984년' 광고가 방영되었다.
- 1997년 스티브 잡스가 임시 CEO가 되었다.
- 2001년 스티브 잡스가 CEO가 되었다.
- 2011년 스티브 잡스가 췌장암으로 사망하고 팀 쿡이 애플의 새로운 CEO가 되었다.

### 1970년대
애플은 스티브 잡스, 스티브 워즈니악, 로널드 웨인에 의해 1976년 4월 1일에 창립되었다. 이들중 스티브 잡스와 스티브 워즈니악은 고교시절부터 친구 사이였고 모두 전자 계통에 심취해 대학을 중퇴했다. 흔히 애플의 시작은 잡스의 집 창고에서 시작했다고 알려져 있는데, 이는잘못된 사실이다. 처음에는 워즈니악과 잡스 각각 각자의 집에서 일했으며, 컴퓨터의 최종 조립만 잡스의 집 차고에서 했다. 스티브 워즈니악,스티브 잡스는 틈틈이 컴퓨터를 설계했으며, 1976년에 애플 I이 되는 컴퓨터를 디자인했다. 잡스는 이 컴퓨터를 판매하기 위하여 워즈니악을 설득하여 1976년 4월 1일에 애플컴퓨터를 설립했으며, 1979년 1월 3일에는 주식시장에 상장되었다.
처음에 스티브 잡스는 회사 인근의 컴퓨터 전문점이던 바이트숍을 설득하는 데 성공하여 최초의 50대의 물량을 500달러에 주문받았다.
보다 향상된 성능과 키보드 일체형으로 개인용 컴퓨터의 완성된 모습을 가진 애플 2는 1977년 3월 16일 미 서부 해안 컴퓨터 전시회에서 처음 선보였다. 고가였지만 곧 시장을 선도하는 상품이 되었으며 최초의 개인용 컴퓨터 붐을 이루어 이후 컴퓨터 시대를 본격적으로 여는 시발점이 되었다. 애플 2는 컬러 그래픽, 높은 완성도를 통해 사용자들에게 인기를 끌게 되었다. 흔히 스티브 잡스와 워즈니악이 같이 만들었다고 하지만 작업은 워즈니악 혼자서 설계와 조립을 전부 맡았다.

### 1980년대
1980년 5월 애플 III를 선보이지만 애플 III의 냉각팬 과열 문제로 수천 대의 컴퓨터를 리콜해야 하는 상황이 오는등 시장에서의 상황이 계속 악화 되고 개인용 컴퓨터에서의 애플의 시장 점유율은 계속 떨어지게 된다. 또한 당시 애플사는 애플 II의 복제품이 많이 제작되어 피해를 봤으며 새로운 컴퓨터를 개발하면서 이전과 반대로 폐쇄적인 하드웨어를 지향하는 정책을 선택하였다.
한편 80년대 초반 애플은 교육용 시장에서 큰 성공을 거두었다. 어린이도 쉽게 다룰 수 있는 컴퓨터 언어인 로고 프로그래밍 언어와 같은 소프트웨어와 교육용 콘텐츠로 세계의 여러 학교에서 환영받았다. 이러한 교육 시장으로의 진출은 애플이 캘리포니아주 소재의 학교마다 하나씩 애플 II 컴퓨터와 소프트웨어를 지원한 데에서 시작되었다. 교육 시장에서 애플의 확고한 선점은 가정용 시장에서도 큰 힘이 되었다. 1977년에서 1983년 사이 개인용 컴퓨터 시장을 선도하였다.
스티브 잡스는 미래의 컴퓨터에는 그래픽 사용자 인터페이스가 필요하다는 것을 깨달았고 애플의 차세대 컴퓨터 프로젝트였던 애플 리사(LISA)에 이를 적용하기로 했다. 애플 리사는 1983년 그래픽 사용자 인터페이스가 적용된 최초의 개인 컴퓨터로 소개되었다. 하지만 리사는 9,995달러에 달하는 높은 가격과 제한적인 소프트웨어 때문에 상업적으로 실패했다. 이 때문에 스티브 잡스는 경영 내분으로 인해 그룹에서 밀려났고 보다 저가의 컴퓨터 프로젝트인 매킨토시로 대체되었다.
1984년 애플은 매킨토시를 발표했다. 매킨토시는 슈퍼볼 경기 중계방송에서 방영된 유명한 텔레비전 광고를 통해 알려졌다. 매킨토시를 성공으로 이끌게 된 실제적인 계기는 훌륭한 인쇄 품질의 레이저라이터와 페이지메이커의 출시였다. 이를 통해 본격적인 전자출판의 시대가 열렸다. 레이저라이터는 합리적인 가격으로 출시된 최초의 레이저 프린터여서 훌륭한 출력 품질을 만들 수 있었고 전자 출판 소프트웨어인 페이지메이커는 본격적인 전자 출판용 솔루션이었다. 이후 전자출판 시장이 확장됨에 따라 애플의 판매에도 크게 도움이 되었으며 현재까지도 인기를 끌고 있다.
1985년 스티브 잡스가 영입한 존 스컬리는 스티브 잡스와의 내분 끝에 잡스를 애플에서 몰아내고 최고경영자에 취임한다. 1985년, 친 스컬리 경향을 갖게 된 애플의 이사회는 스티브 잡스로부터 주요 업무를 박탈했다. 잡스는 후에 애플에서 퇴사하고 넥스트 사를 창업하게 된다.

### 1990년대 후반
1990년대 후반 애플은 자사의 운영 체제의 멀티태스킹 능력과 메모리 점유에 대한 개선을 추진했지만 내린 결론은, 차라리 새로운 운영 체제를 채택하여 매킨토시에 맞게 만드는 것이 더 낫다는 것이었다. 결국 애플은 Be의 BeOS, 넥스트 사의 넥스트스텝, 마이크로소프트의 윈도우 NT를 고려하기 시작했다. 최종적으로 애플은 넥스트스텝을 채택했다. 이런 결정에 따라 1997년 2월 7일 애플은 넥스트 사와 넥스트스텝 운영 체제에 대한 인수를 마쳤다. 덕분에 스티브 잡스는 다시 애플로 돌아왔다. 1997년 11월 10일 애플은 새로운 인터넷 시대에 맞추어 온라인 스토어를 발표했다.이 새로운 온라인 직거래 상점은 애플의 새로운 생산 전략에 따라 새롭게 개편되었다.

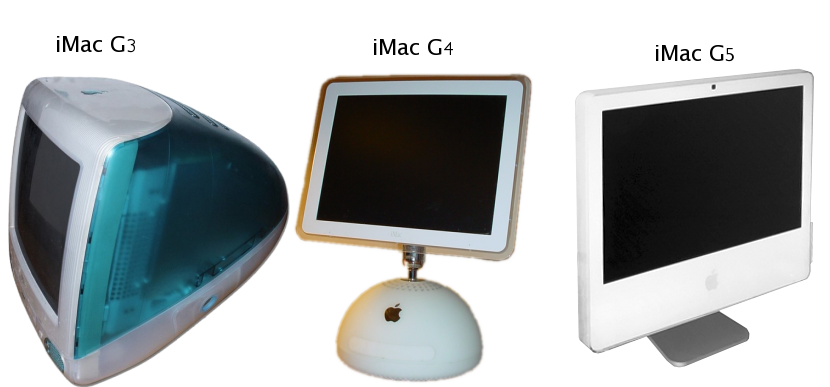
아이맥의 역사

1998년 8월 15일 애플은 초창기 매킨토시 128K의 디자인으로 회귀하여 모니터와 본체를 일체화한 디자인의 새로운 컴퓨터 아이맥을 선보였다. 아이맥을 디자인한 팀은, 훗날 아이팟을 디자인한 조나단 아이브가 이끌고 있었다. 투명한 플라스틱 디자인을 채택하여 디자인적으로 매우 혁신적이었다. 아이맥은 시장에서 대단히 새로운 평가를 받으며 발매 다섯달만에 거의 80만 대가 판매되어 애플 사의 위기 회복의 전기가 되었다. 아이맥 덕분에 애플은 1993년 이래 처음으로 흑자를 기록하게 된다.

### 2000년대 초반
2001년 애플은 차세대 매킨토시용 운영 체제인 맥 오에스 텐을 발표했다. 넥스트의 오픈스텝과 BSD 유닉스에 기반해서 매킨토시 운영 체제를 다시 재설계한 운영 체제이다. 일반 사용자와 전문 사용자 모두를 위해 유닉스의 장점인 안정성과 신뢰성 그리고 높은 보안성을 가지는 한편 매킨토시의 전통적인 사용하기 쉽고 간편한 사용자 인터페이스를 결합하였다. 또한 애플은 클래식 운영 체제에서 쉽게 오에스 텐으로 이주할 수 있도록 에뮬레이션을 통해 클래식 운영 체제 환경에서 사용하던 응용 프로그램을 계속 사용할 수 있게 하였다. 또한 개발자들은 카본 API을 이용하여 기존의 클래식 운영 체제용 소프트웨어를 맥 오에스 텐에 맞게 재컴파일하여 쉽게 맥 오에스 텐용 소프트웨어를 개발할 수 있었다.
2001년 5월, 애플은 애플 스토어라 불리는 직영 매장을 개장하고 소비자와 더욱 친밀하게끔 다가서고자 하였다. 미국의 각 소비 중심지에 세워졌으며 기존 컴퓨터 상점과는 달리 훌륭한 인테리어에 친절한 안내원, 상품을 직접 작동해 볼 수 있는 진열, 교육과 서비스 그리고 판매를 결합한 새로운 사용자 경험 디자인을 만들어낸 소매점이었다. 이 상점의 건립 목적은 두 가지가 있었다. 첫 번째는 점점 떨어지는 애플의 컴퓨터 시장 점유율을 높이기 위한 것이었다. 미국 소매시장에서 지역 공급망인 딜러와 대형 쇼핑 마트들과의 관계가 안 좋아질 수 있다는 위험을 무릅쓴 것이었으며 델사와 같은 전화와 인터넷 주문에 점점 더 의존해가는 업계의 트랜드에 반대로 도전한 것이었다. 2006년 10월 6일 기준으로 미국, 영국, 캐나다와 일본 등지에 167개소가 영업을 하고 있다.

### 휴대용 음악시장으로 진출
2001년 9월 23일 애플은 휴대용 음악 재생기인 아이팟을 발표했고 11월 10일에 정식 발매했다. 곧이어 온라인 음악 판매 서비스인 아이튠즈 뮤직 스토어가 열렸고 아이팟과 연동되는 음악 파일들을 한곡당 99센트에 판매했다. 이 서비스는 정식으로 음반사와의 계약을 통해 합법적인 디지털 음악을 공급하는 시장의 1인자가 되었고 2006년 9월에는 15억 곡 다운로드라는 기록을 세웠다. 아이팟은 액정표시장치,내장 배터리, 대용량 메모리와 클릭휠방식의 사용자 인터페이스를 매킨토시와 같은 편리하면서도 간결하게끔 만들고 이를 컴퓨터에 설치한 소프트웨어인 아이튠즈를 통해 음악과 기타 데이터들을 관리하고 동기화 시키는 제품이다. 애플은 이를 기반으로 점점 사용자 경험을 더욱더 확장하여 컬러 디스플레이를 채용하고 사진및 비디오를 플레이 할 수 있도록 하였다. 특히 음반회사들과 헐리우드 영화사, 방송사들과의 관계를 통하여 음반,영화, 텔레비전 쇼등을 아이튠즈 뮤직 스토어를 통해 판매하고 있다. 또한 팟캐스팅이라 불리는 손수제작물(UCC)인 개인 방송들을 쉽게 구독할 수 있는데 대부분 무료이어서 사용자들의 편의를 대폭적으로 향상시키고 있다.

### 음악 소프트웨어
2002년 애플은 낫띵 리얼(Nothing real)과 그 회사의 디지털 콤포지트 프로그램인 Shake를 인수했다. 같은 해에 애플은 Emagic를 사들여서 전문가급 음악 제작 프로그램인 Logic으로 발매했다. 이로 인해 애플의 전문 음악가용 소프트웨어에 대한 지원이 강화되었다. 한편 일반 사용자용 음악 제작 프로그램인 개러지밴드(Garage Band)를 개발해 발매했다. 이 소프트웨어는 2002년 iPhoto가 출시됨에 따라 애플의 전문가용 패키지와 일반 사용자용 솔루션인 아이라이프에 합쳐져서 매킨토시 컴퓨터의 소프트웨어 지원에 큰힘이 되었다.

### 2000년대의 매킨토시

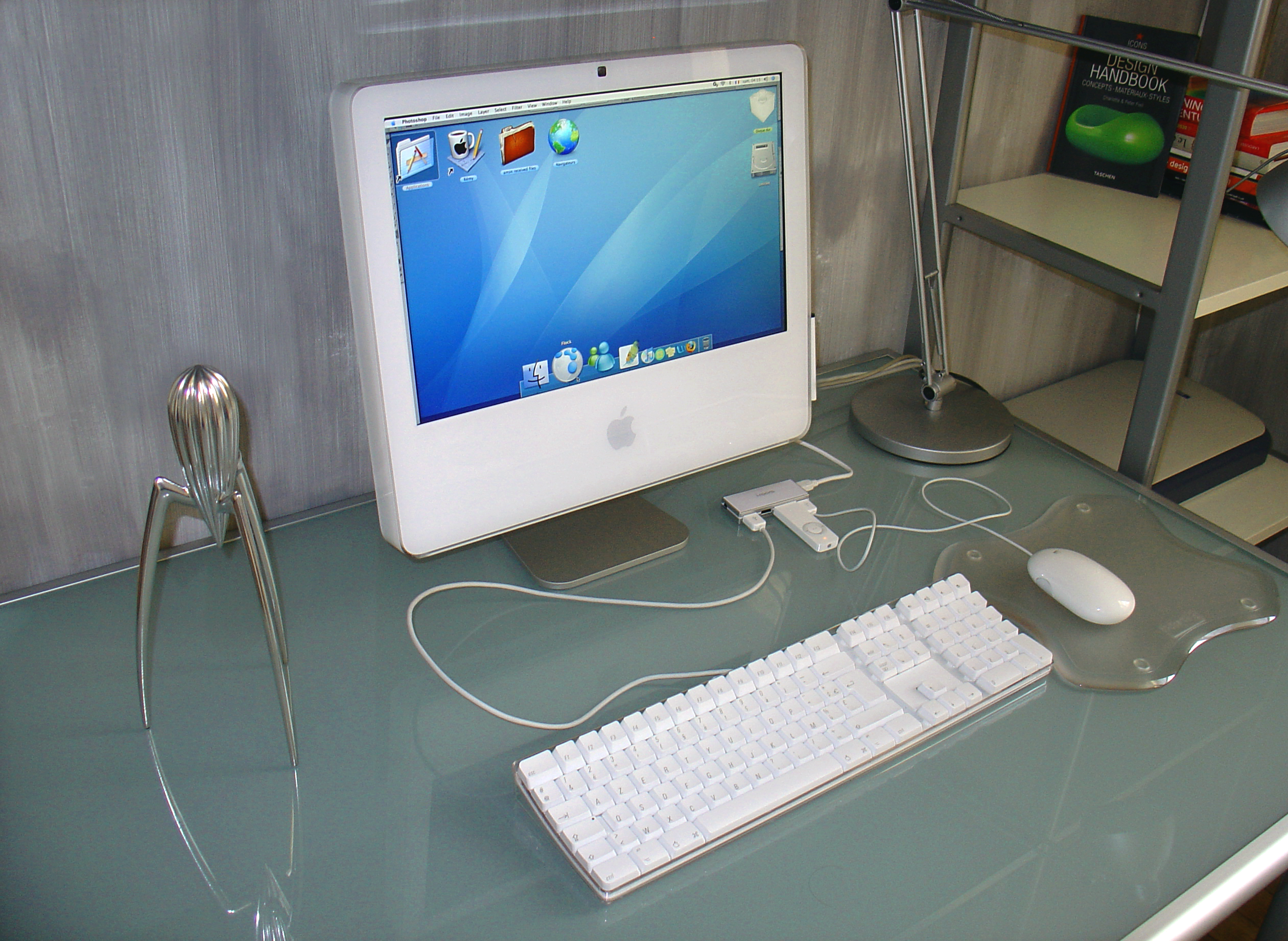
최초의 인텔 베이스 맥 컴퓨터, 아이맥

2000년대에도 매킨토시의 혁신적 개발은 계속되었다. 폴리카보네이트 재질의 흰색 일반 사용자용 아이맥과 아이북을 출시하고 교육 시장을 겨냥한 일체형 컴퓨터인 eMac을 출시했다. 한편 전문가용 매킨토시 컴퓨터들은 금속 재질의 외장을 사용했다. 2001년 티타늄 파워북을 시작으로 2003년에는 파워맥 G5가, 2004년에는 시네마 디스플레이가 출시되었다.
애플 CEO 스티브 잡스는 2005년 6월 6일 키노트에서 애플이 2006년부터 인텔 프로세서를 탑재한 매킨토시를 만들 것이라고 공식적으로 밝혔고 2006년 1월 10일 애플은 인텔 프로세서를 장착한 최초의 매킨토시를 선보였다. 이때 선보인 기종은 맥북 프로와 아이맥이었다. 두 컴퓨터 모두 인텔 코어 듀오 칩셋을 탑재하고 있었으며 더 빠른 속도와 향상된 성능을 선보였다.

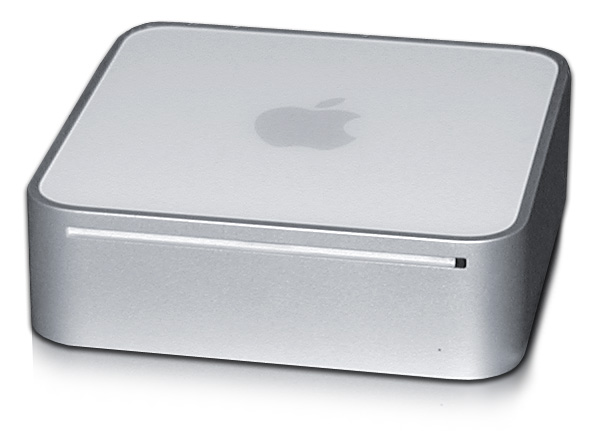
인텔 프로세서를 탑재한 맥 미니

2월 이후, 애플은 인텔 프로세서를 탑재한 맥 미니를 출시했다. 맥 미니는 코어 듀오 프로세서와 코어 솔로 프로세서(싱글 코어)를 장착하고 미디어 솔루션인 프론트로(DVD, 음악 파일, 동영상 파일, 이미지 파일을 손쉽게 볼 수 있는 소프트웨어이다.)를 소개하여 가전시장으로의 진출의도를 내보였다. 2006년 8월 7일 WWDC에서 파워맥을 대체하는 맥 프로, 인텔 프로세서를 탑재한 Xserve를 발표함으로써 애플은 종전에 예고했던 것보다 더 빨리 인텔 CPU기반으로의 이전을 완료했다. 4월 5일에는 애플에서 인텔맥에 윈도우 XP 등 다른 운영 체제를 설치할 수 있게 도와주는 부트 캠프 소프트웨어를 발표하였다. 현재 인텔 프로세서 기반 매킨토시는 공식적으로 macOS, 마이크로소프트 윈도우와 리눅스를 가상 환경을 거치지 않고 모두 구동할 수 있는 유일한 컴퓨터이다. 맥 오에스 텐인 10.5 버전 코드명 레퍼드(Leopard)에는 부트 캠프를 패키지로 기본적으로 포함하고 있다.
애플의 1998년부터 시작된 성공, 특히 2003년과 2005년 사이의 고속 성장은 엄청난 주가 상승으로 증명된다. 2003년 초부터 2006년 1월까지 애플의 주가는 10배 이상 치솟았다. 6달러 남짓하던 주식이 80달러 넘게 오른 것이다. 2006년 1월에 86달러에서 최고조로 치솟은 후 주가는 50달러 아래로 하락했지만 2006년 10월 이후 57달러에서 80달러 사이를 유지하고 있다. 2006년 1월 13일 애플의 시가총액은 델을 앞질렀다.2007년에는 180달러를 찍게된다

### 휴대폰 시장으로의 진출
2007년 1월 9일 최고경영자인 스티브 잡스는 맥월드 샌프란시스코에서 사호를 애플 컴퓨터에서 애플로 개명한다고 선언했다. 또한 애플은 2007년 6월부터 AT&T와 독점계약하여 새로운 아이폰을 공급할 것이고 또한 TV와 컴퓨터, 아이팟을 연결하는 셋탑박스인 애플 TV를 시장에 내놓을 것이라 발표했다. 이는 애플이 앞으로 컴퓨터시장이나 휴대용 음악기기와 판매시장뿐 아니라 가정용 전자기기와 휴대폰 시장으로 사업 영역을 대폭 확장하는 비전을 보여주는 것이다.